# Estación de Menéndez Pelayo

Primeras ampliaciones del Metro de Madrid, en las que aparece la estación por primera vez

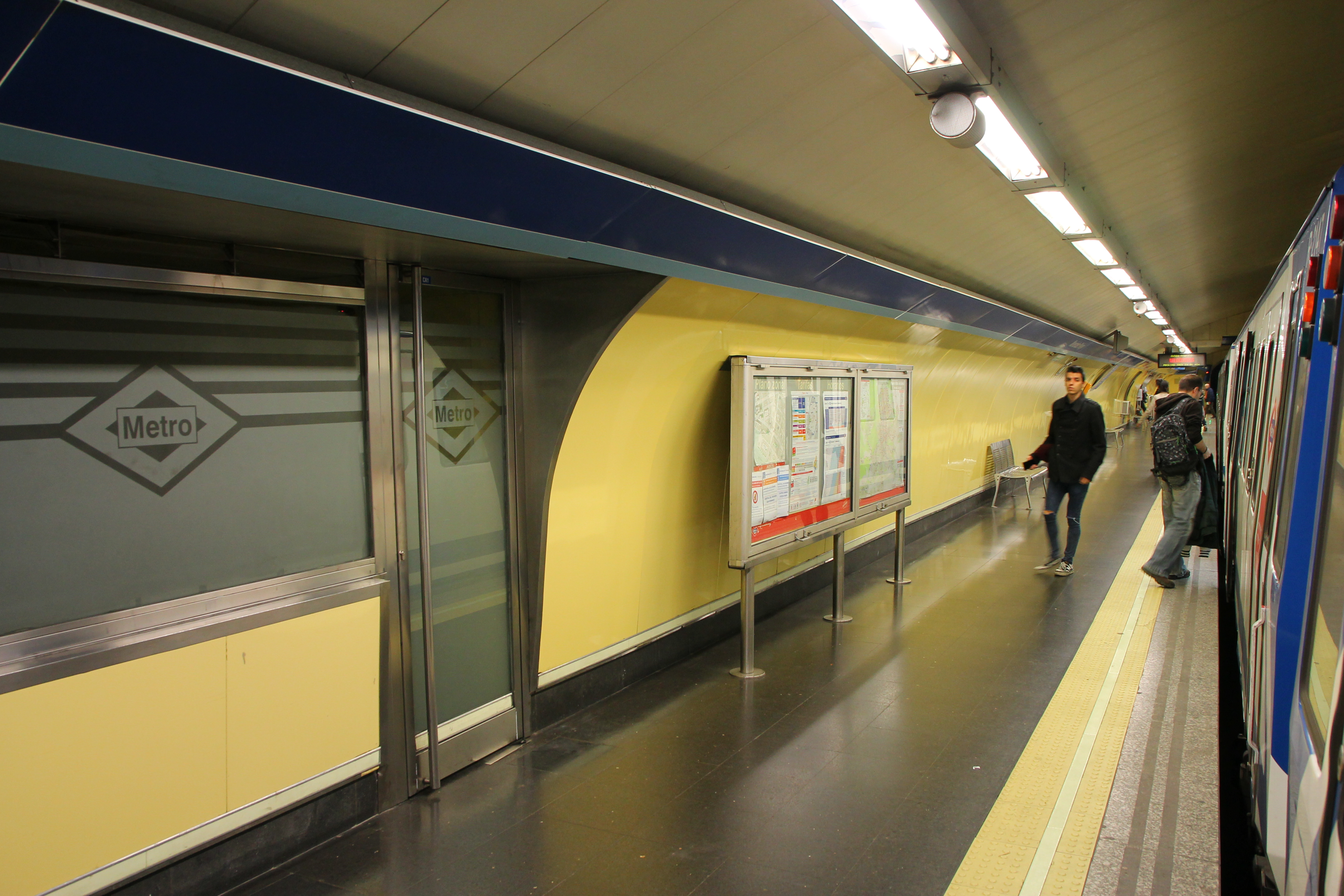
Andén de la estación

Menéndez Pelayo es una estación de la línea 1 del Metro de Madrid situada bajo avenida de la Ciudad de Barcelona en la intersección con la avenida de Menéndez Pelayo, en el barrio de Pacífico (distrito de Retiro) de Madrid.

## Historia
La estación se abrió al público el 8 de mayo de 1923, junto al tramo desde Atocha a Puente de Vallecas. La estación fue reformada para ampliar los andenes en los años 60 y en los años 2000 para cambiar las bóvedas y paredes.
Del 3 de julio al 20 de octubre de 2016, la estación permaneció cerrada por las obras de mejora de las instalaciones de la línea 1 entre las estaciones de Plaza de Castilla y Sierra de Guadalupe.
El 1 de abril de 2017 se eliminó el horario especial de todos los vestíbulos que cerraban a las 21:40 y la inexistencia de personal en dichos vestíbulos. 
Desde el 24 de junio de 2023, y hasta finales de octubre, el tramo Sol-Valdecarros permaneció cortado por obras. En su lugar se estableció un servicio sustitutivo de autobús entre Atocha y Valdecarros.
Desde el 27 de septiembre de 2023, coincidiendo con la reapertura parcial del tramo Sol-Nueva Numancia, la estación es plenamente accesible gracias a la instalación de dos nuevos ascensores.

## Accesos
Vestíbulo Comercio
- Comercio C/ Comercio, 2 Acceso a Línea 1 dirección Pinar de Chamartín
- Comercio C/ Comercio, 2 Acceso a Línea 1 dirección Pinar de Chamartín

Vestíbulo Menéndez Pelayo
- Menéndez Pelayo, impares Avda. Menéndez Pelayo, 137 Acceso a Línea 1 dirección Valdecarros
- Menéndez Pelayo, pares Avda. Menéndez Pelayo, 44 Acceso a Línea 1 dirección Valdecarros
- Menéndez Pelayo Avda. Menéndez Pelayo, 123 Acceso a Línea 1 dirección Valdecarros

Vestíbulo Gutenberg
- Gutenberg C/ Gutenberg, 3

## Líneas y conexiones

### Metro
| << cabecera        | < estación | línea | estación > | cabecera >> |
| ------------------ | ---------- | ----- | ---------- | ----------- |
| Pinar de Chamartín | Atocha     |       | Pacífico   | Valdecarros |

### Autobuses
| Diurnos   |                     |                                                          |
| Línea     | Destino             | Parada                                                   |
| 24        | Estación de El Pozo | 1404 METRO MENÉNDEZ PELAYO (Av. Cdad. de Barcelona, 136) |
| 37        | Puente de Vallecas  | 1404 METRO MENÉNDEZ PELAYO (Av. Cdad. de Barcelona, 136) |
| 54        | Congosto            | 1404 METRO MENÉNDEZ PELAYO (Av. Cdad. de Barcelona, 136) |
| 57        | Alto del Arenal     | 1404 METRO MENÉNDEZ PELAYO (Av. Cdad. de Barcelona, 136) |
| 141       | Buenos Aires        | 1404 METRO MENÉNDEZ PELAYO (Av. Cdad. de Barcelona, 136) |
| 24        | Estación de Atocha  | 1405 METRO MENÉNDEZ PELAYO (Av. Cdad. de Barcelona, 19)  |
| 37        | Cuatro Caminos      | 1405 METRO MENÉNDEZ PELAYO (Av. Cdad. de Barcelona, 19)  |
| 54        | Estación de Atocha  | 1405 METRO MENÉNDEZ PELAYO (Av. Cdad. de Barcelona, 19)  |
| 57        | Estación de Atocha  | 1405 METRO MENÉNDEZ PELAYO (Av. Cdad. de Barcelona, 19)  |
| 141       | Estación de Atocha  | 1405 METRO MENÉNDEZ PELAYO (Av. Cdad. de Barcelona, 19)  |
| 102       | Estación de El Pozo | 5160 METRO MENÉNDEZ PELAYO (C/ Comercio, 1)              |
| 152       | Méndez Álvaro       | 5160 METRO MENÉNDEZ PELAYO (C/ Comercio, 1)              |
| 152       | Felipe II           | 5236 METRO MENÉNDEZ PELAYO (C/ Comercio, 1)              |
| Nocturnos |                     |                                                          |
| Línea     | Destino             | Parada                                                   |
| N10       | Palomeras           | 1404 METRO MENÉNDEZ PELAYO (Av. Cdad. de Barcelona, 136) |
| N25       | Villa de Vallecas   | 1404 METRO MENÉNDEZ PELAYO (Av. Cdad. de Barcelona, 136) |
| N10       | Cibeles             | 1405 METRO MENÉNDEZ PELAYO (Av. Cdad. de Barcelona, 19)  |
| N25       | Alonso Martínez     | 1405 METRO MENÉNDEZ PELAYO (Av. Cdad. de Barcelona, 19)  |
| N11       | Madrid Sur          | 5160 METRO MENÉNDEZ PELAYO (C/ Comercio, 1)              |
| N13       | San Cristóbal       | 5160 METRO MENÉNDEZ PELAYO (C/ Comercio, 1)              |